# Миленбах (Мајен)
Миленбах (њем. Müllenbach) општина је у њемачкој савезној држави Рајна-Палатинат. Једно је од 92 општинска средишта округа Кохем-Цел. Према процјени из 2010. у општини је живјело 680 становника. Посједује регионалну шифру (AGS) 7135067.

## Географски и демографски подаци
Миленбах се налази у савезној држави Рајна-Палатинат у округу Кохем-Цел. Општина се налази на надморској висини од 470 метара. Површина општине износи 4,3 km². У самом мјесту је, према процјени из 2010. године, живјело 680 становника. Просјечна густина становништва износи 159 становника/km².